# Passage Geffroy-Didelot
Passage Geffroy-Didelot är en passage i Quartier des Batignolles i Paris sjuttonde arrondissement. Gatan är uppkallad efter en viss M. Geffroy-Didelot, på vars mark passagen anlades. Passage Geffroy-Didelot börjar vid Boulevard des Batignolles 90 och slutar vid Rue des Dames 117.

## Omgivningar
- Sainte-Marie des Batignolles
- Saint-Michel des Batignolles
- Impasse Boursault
- Rue Léon-Droux
- Square Monceau
- Villa Monceau
- Parc Monceau

## Bilder
| - Passage Geffroy-Didelot. - Passage Geffroy-Didelot. - Gatuskylt och minnesplakett. - Parc Monceau med rotundan. |

## Kommunikationer
- Tunnelbana – linje  – Rome
- Tunnelbana – linjerna   – Villiers
- Busshållplats Villiers – Paris bussnät

### Webbkällor
- ”Passage Geffroy-Didelot”. Mairie de Paris. https://web.archive.org/web/20160303180051/http://www.v2asp.paris.fr/commun/v2asp/v2/nomenclature_voies/Voieactu/4001.nom.htm. Läst 6 januari 2024.
- ”Passage Geffroy-Didelot (17ème arrondissement)”. Les rues de Paris. https://web.archive.org/web/20160409122940/http://www.parisrues.com/rues17/paris-17-passage-geffroy-didelot.html. Läst 6 januari 2024.